# Fremifontaine
Fremifontaine är en kommun i departementet Vosges i regionen Grand Est (tidigare regionen Lorraine) i nordöstra Frankrike. Kommunen ligger i kantonen Brouvelieures som tillhör arrondissementet Saint-Dié-des-Vosges. År 2022 hade Fremifontaine 421 invånare.

## Befolkningsutveckling
Antalet invånare i kommunen Fremifontaine
| Referens: INSEE |